# Лаврово (Порховский район)
Лаврово — деревня в Порховском районе Псковской области. Входит в состав сельского поселения «Славковская волость».
Расположена на юге района, в 60 км к юго-западу от города Порхов.

## Население
Численность населения деревни на 2000 год составляла 10 жителей.

## История
До 2005 года деревня входила в состав ныне упразднённой Гальчихинской волости с центром в д. Лютые Болоты, до 2010 года  —  в состав упразднённой Митрофановской волости.